# イザベラ・フォン・クロイ (1856-1931)
イザベラ・フォン・クロイ＝デュルメン（独:Isabella Prinzessin von Croÿ-Dülmen, 1856年2月27日 - 1931年9月5日）は、ベルギー系ドイツ貴族のクロイ公家の公女で、オーストリア大公フリードリヒの妃。
フランス語名はイザベル・ド・クロイ（Isabelle de Croÿ）。

## 生涯

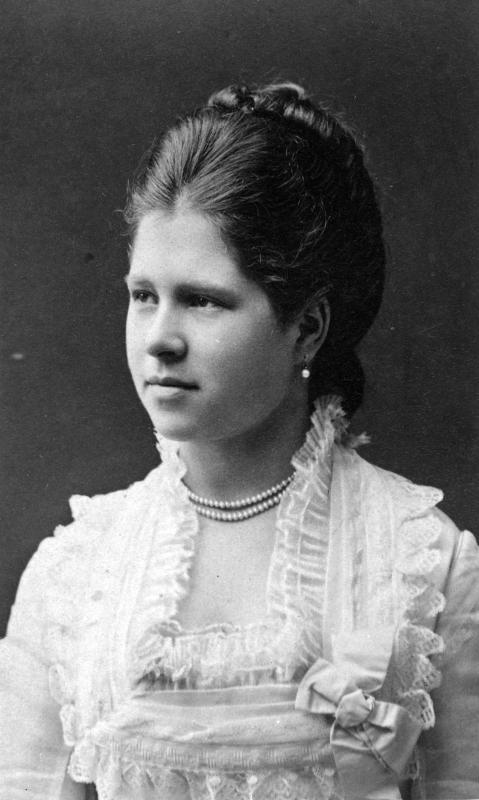
若い頃のイザベラ

クロイ公爵ルドルフとその妻のリーニュ公女ナタリーの間の次女として、当時プロイセン王国領であったヴェストファーレンのデュルメンで生まれた。クロイ家は12世紀前半にフランスのピカルディ地方のポンテュー伯爵領から身を起こした上級貴族である。1878年10月8日にコンデ＝シュル＝レスコー郊外のエルミタージュの城館において、ハプスブルク＝ロートリンゲン家の分枝テシェン公爵家の嗣子であるフリードリヒ大公と結婚した。

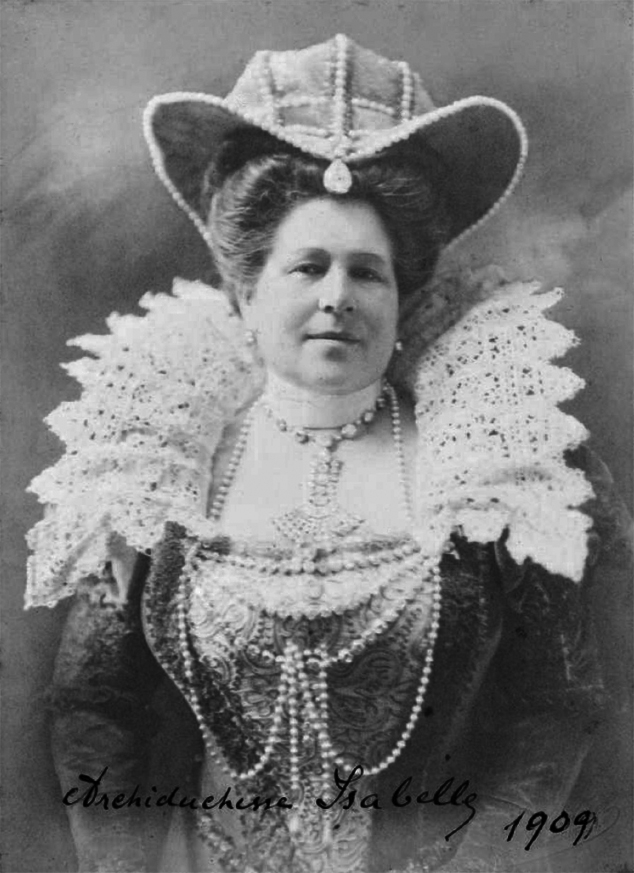
イザベラ大公妃、1909年

イザベラは非常に精力的な女性であり、若い頃から夫の立身出世を支えた。彼女は家計を上手くやりくりし、9人の子供たちの教育にも熱心に取り組んだ。また家庭外でも、ハンガリー人女性のための花嫁学校を創設する運動を起こしたり、ジプシーの音楽にのめりこんだりした。また才能ある女性写真家で、テニスにも熱中していた。大公妃は非常に肥満していたため、人々は彼女に「バスのように大きなイザベラ」という意味の「ブザベラ（Busabella）」という嘲笑的なあだ名を付けた。
イザベラは1898年にオーストリア＝ハンガリー（二重帝国）を揺るがした大スキャンダルの発端を作った。オーストリア皇帝フランツ・ヨーゼフ1世の甥で継嗣のフランツ・フェルディナント大公が、テシェン公爵家の持ち城の一つ、ハルプトゥルンの城館に数週間滞在した後、金の懐中時計を置き忘れていったのである。野心的なイザベラは、大公が頻繁に自分の屋敷を訪れるのは、長女のマリア・クリスティーナに求婚するつもりなのだと勝手な期待を抱いていた。大公妃はフランツ・フェルディナントの懐中時計を開ける誘惑を逃れられなかった（懐中時計の中には意中の女性の写真を貼るのが、当時の習慣だった）。
時計の蓋を開けたイザベラは、深い失望を禁じ得なかった。蓋に貼られていた写真は自分の大勢の娘たちのうちの一人ではなく、自分に仕える女官で無名の外交官の娘である、ゾフィー・ホテク伯爵令嬢の肖像だったのである。腹を立てたイザベラはすぐにゾフィーに暇を出し、この事実を明るみに出した。これにより、フランツ・フェルディナントは多くの人々を敵に回して、身分違いの恋愛結婚に踏み切らざるを得なくなった。
第一次世界大戦後、イザベラは一人息子のアルブレヒトを新生ハンガリー王国の国王にしようと努力を重ね、摂政のホルティ・ミクローシュに熱心に息子を売り込んだが、実現はしなかった。イザベラは夫フリードリヒとともに、ウンガリッシュ＝アルテンブルク（現在のハンガリー領モションマジャローヴァール）のザンクト・ゴットハルト教区教会の墓地に埋葬されている。

## 子女
フリードリヒ大公との間に1男8女を儲けた。
- マリア・クリスティーナ・イザベレ・ナターリエ（1879–1962） - 1902年、ザルム＝ザルム侯世子エマヌエル・アルフレートと結婚
- マリア・アンナ・イザベレ・エピファーニエ・オイゲーニエ・ガブリエーレ（1882–1940） - 1903年、パルマ公家家長エリアスと結婚
- マリア・ヘンリエッタ・カロリーネ・ガブリエーレ（1883–1956） - 1908年、ホーエンローエ＝シリングスフュルスト侯子ゴットフリートと結婚
- ナターリエ・マリア・テレジア（1884–1898）
- シュテファニー・マリア・イザベレ（1886–1890）
- ガブリエーレ・マリア・テレジア（1887–1954）
- イザベラ・マリア・テレジア・クリスティーネ・オイゲーニエ（1888–1973） - 1912年、バイエルン王子ゲオルクと結婚
- マリア・アリーツェ・エマヌエーレ・アグネス・アンナ（1893–1962） - 1920年、ヴァルトヴォット・フォン・バッセンハイム男爵フリードリヒ・ハインリヒと結婚
- アルブレヒト・フランツ・ヨーゼフ・カール・フリードリヒ・ゲオルク・フーベルト・マリア（1897–1955） - テシェン公爵家家長